# Tom Vallance
Pour les articles homonymes, voir Vallance.
Thomas Vallance, couramment appelé Tom Vallance, est un footballeur international écossais, né le 27 mai 1856, à Succoth Farm, Renton, West Dunbartonshire et décédé le 16 février 1935 . Évoluant au poste d'arrière droit, il passe la totalité de sa carrière aux Rangers. Il fait partie du Rangers FC Hall of Fame.
Il compte 7 sélections en équipe d'Écosse.

## Biographie

### Carrière en club
Natif de Succoth Farm, Renton, West Dunbartonshire, il pratique l'aviron avant de se consacrer au football.
Arrivé à Glasgow pour son travail d'ingénieur dans le génie mécanique, il commence à jouer au football dans le Glasgow Green avec des collègues de son club d'aviron, au départ juste pour garder la forme mais se trouve de plus en plus passionné par ce sport. Ayant entendu parler de la nouvelle équipe des Rangers, il se rapproche de Moses McNeil et devient dès lors membre de l'équipe. Il a aussi pratiqué le saut en longueur et a détenu le record d'Écosse de cette discipline pendant quelque temps.
En 1874, il dispute le premier match en compétition des Rangers, seul club qu'il connaîtra dans sa carrière. À partir de 1876, il est le premier capitaine du club.
Il quitte les Rangers en 1882 pour prendre un poste à responsabilité à Calcutta dans une entreprise de plantation de thé dans l'Assam. Toutefois, atteint par le paludisme et par une de ses complications, la Blackwater fever (en), il rentre en Écosse dès l'année suivante. Il rejoue alors pour les Rangers quelque peu durant l'année 1884, mais son état de santé ne lui permet plus d'être aussi performant. Il met ainsi rapidement fin à sa carrière en compétition mais reste au club et y joue nombre de matches pour vétérans ou encore des matches caritatifs.
En 1883, il est élu au poste de président du club, position qu'il gardera durant six années.
Ne souhaitant pas reprendre son activité d'ingénieur, il se reconvertit d'abord comme négociant en vin et alcool, puis avec succès comme restaurateur, gérant son propre restaurant appelé The Club. À la suite de cela, il ouvrit plusieurs autres enseignes à Glasgow et devient président de l'Association des Restaurateurs et Hôteliers en 1906. Il se consacre aussi à la poésie et à la peinture avec quelques réussites, deux de ses toiles furent achetées et exposées à la Royal Scottish Academy.

### Carrière internationale
Tom Vallance reçoit 7 sélections en faveur de l'équipe d'Écosse. Il joue son premier match le 3 mars 1877, pour une victoire 3-1, à l'Oval de Londres, contre l'Angleterre en match amical. Il reçoit sa dernière sélection le 14 mars 1881, pour une victoire 5-1, à l'Acton Park de Wrexham, contre le Pays de Galles en match amical. Il n'inscrit aucun but lors de ses 7 sélections.